# Dinoszaurusz Sziget
A Dinoszaurusz Sziget (eredeti cím: Dinosaur Island) 2002-ben megjelent egész estés amerikai 2D-s számítógépes animációs film.
Amerikában 2002. június 3-án adták ki, Magyarországon a televízióban 2013. november 10-én a KidsCo-n vetítették le.

## Cselekmény
A történet főszereplője négy tinédzser, akik Dél-Amerikában egy dzsungelnek a szigetén kötnek ki. Ezen a helyen jelenleg is élnek dinoszauruszok és ősemberek. Mind a négyüknek korán felnőtté kell válniuk és össze kell tartaniuk, hogy ha át akarnak vészelni egy ilyen különös kalandot.

## Szereplők
| Szereplő         | Eredeti hang | Magyar hang     | Leírás |
| ---------------- | ------------ | --------------- | ------ |
| Alex Chang       | ?            | Szabó Máté      |        |
| Leo Bryant       | ?            | Markovics Tamás |        |
| Jackie Rodriguez | ?            | Wégner Judit    |        |
| Margaret Tim     | ?            | Csondor Kata    |        |
| ?                | ?            | Seder Gábor     |        |